# 1000 cœurs debout

1000 cœurs debout est un DVD musical de Cali sorti en 2008.
Le concert, réalisé par Didier Poiraud, a été enregistré le 14 mai 2008 à Nantes. Cette tournée faisait suite à l'album L'Espoir, sorti en février 2008.
Dans ce spectacle Cali interprète toutes les chansons de son dernier album en date, L'Espoir. Seule Les Beaux Jours approchent n'est pas créditée, mais il en chante une partie à la fin de Qui se soucie de moi?. Sur les dix chansons restantes, six proviennent du premier album, L'Amour parfait (plus un extrait de Tout va bien, non créditée), trois du deuxième album Menteur et une, L'Exil, inédite sur album mais souvent interprétée sur scène.

## DVD 1
| No  | Titre                            | Durée |
| --- | -------------------------------- | ----- |
| 1.  | 1000 cœurs debout                |       |
| 2.  | Je ne te reconnais plus          |       |
| 3.  | Comme j'étais en vie             |       |
| 4.  | Pensons à l'avenir               |       |
| 5.  | Paola                            |       |
| 6.  | Je m'en vais                     |       |
| 7.  | Elle m'a dit                     |       |
| 8.  | Sophie Calle n°108               |       |
| 9.  | Je suis laid                     |       |
| 10. | J'ai besoin d'amour              |       |
| 11. | Giuseppe & Maria                 |       |
| 12. | L'exil                           |       |
| 13. | Pas la guerre                    |       |
| 14. | Résistance                       |       |
| 15. | Je te souhaite à mon pire ennemi |       |
| 16. | List of lies                     |       |
| 17. | L'espoir                         |       |
| 18. | Le droit des pères               |       |
| 19. | Je me sens belle                 |       |
| 20. | Amoureuse                        |       |
| 21. | Qui se soucie de moi?            |       |
| 22. | L'amour parfait                  |       |
| 23. | C'est quand le bonheur?          |       |
| 24. | Dolorosa                         |       |

## DVD 2
- Rugby Bordel Football Club
- La fête à Fillols, dimanche
- Ton cul est poésie
- Roberta (Live)
- Comme j'étais en vie (cliip version longue)
- 1000 cœurs debout (clip)
- De l'ivresse (par Daguerre, live)
- 1000 cœurs debout (making of du clip)

## Musiciens
- Cali: Chant, guitares, harmonica
- Daniel Roux: Basse et chœurs
- Julien Lebart: Claviers
- Richard Kolinka: Batterie
- Robert Johnson: Guitares

Participation exceptionnelle:
- Geoffrey Burton: Guitare
- Lorenzo Ruiz: Flamenco